# Bílina kyselka
Bílina kyselka – przystanek kolejowy w miejscowości Bílina, w kraju usteckim, w Czechach. Znajduje się na wysokości 205 m n.p.m.
Jest zarządzany przez Správę železnic. Na przystanku nie ma możliwości zakupu biletów, a obsługa podróżnych odbywa się w pociągu.

## Linie kolejowe
- 130 Ústí nad Labem - Chomutov